# Ozarba tamsina
Ozarba tamsina is een vlinder van de familie van de uilen (Noctuidae). De wetenschappelijke naam van deze soort is voor het eerst voorgesteld als Eulocastra tamsina door Wilhelm Brandt in een publicatie uit 1947.
De soort komt voor in Saudi-Arabië, de Verenigde Arabische Emiraten, Oman en Jemen.